# NGC 4657
NGC 4657은 사냥개자리 방향으로 약 2,500만 광년 떨어진 왜소타원은하이다. NGC 4631 은하군에 속해 있다.